# Sphaleromyces lathrobii
Sphaleromyces lathrobii Thaxt. – gatunek grzybów z rzędu owadorostowców (Laboulbeniales). Grzyby mikroskopijne, pasożyty owadów (grzyby entomopatogeniczne).

## Systematyka
Pozycja w klasyfikacji według Index Fungorum: Sphaleromyces, Laboulbeniaceae, Laboulbeniales, Laboulbeniomycetidae, Laboulbeniomycetes, Pezizomycotina, Ascomycota, Fungi.
Gatunek ten opisał w 1894 r. Roland Thaxter na owadach Lathrobium nitidulum i Lathrobium puntulatum w USA. Synonim: Corethromyces lathrobii (Thaxt.) Thaxt. 1912.

## Charakterystyka
Jest pasożytem zewnętrznym. W Polsce Tomasz Majewski opisał jego występowanie na chrząszczach Lathrobium terminatum z rodziny kusakowatych (Staphylinidae).